# تلمبه مجتمع کشاورزی شماره ۲
تلمبه مجتمع کشاورزی شماره ۲ یک منطقهٔ مسکونی در ایران است که در دهستان پاریز واقع شده‌است.